# Sociedad del Clero Combatiente
La Sociedad del Clero Combatiente de la Provincia de Teherán, conocida comúnmente como Sociedad del Clero Combatiente  (en persa, جامعه روحانیت مبارز Yamee-ye Rouhaniat-e Mobarez) es una asociación política clerical iraní fundada en 1977 con el objetivo de derrocar la monarquía del Shah Mohammad Reza Pahlevi. Desde entonces, constituye una de las organizaciones fundamentales de la clase política iraní posrevolucionaria, con carácter conservador pragmático, junto a otras de orientación similar como el Partido de la Alianza Islámica, la Sociedad Islámica de Enseñantes, Ansar-e Hezbollah, la Sociedad Islámica de Universitarios y las asociaciones islámicas gremiales del Bazar de Teherán.
A pesar de compartir características con los mismos, la organización nunca se ha registrado como partido político. Actúa esencialmente como un bloque ideológico fragmentado y podría calificarse como una visión moderna de un «partido de notables». Cabe dentro de la definición de partido político de Angelo Panebianco.

## Historia
Los orígenes de la Sociedad del Clero Combatiente (Yame'eh-ye Ruhaniyyat-e Mobarez-e Teherán - YRM) se remontan al año de 1963 con la oposición políticamente activa del Ayatollah Ruhollah Jomeini contra la monarquía del shah Mohammad Reza Pahlavi. 
El derrocamiento de Reza shah en 1941 abrió paso a la conformación de diversos partidos políticos en los años siguientes de corte liberal, socialista, comunista y nacionalista, en su mayoría en contra del régimen monárquico. Frente a esto, Ruhollah Jomeini comenzó a organizar una asociación política con el objetivo de institucionalizar una jerarquía chiita con la capacidad de tomar el liderazgo del Estado. 
Esta primera conglomeración, que no fue oficialmente un partido político, estuvo conformada por los seguidores y simpatizantes de Jomeini, así como también sus filas se nutrieron con miembros laicos quienes fundaron en 1963, de manera clandestina, a la autodenominada Coalición de Sociedades Islámicas (hey'atha-ye mo'talefa-ye eslami).
A finales de la década de 1970, algunos clérigos militantes formaron su propia organización en preparación para la Revolución conocida desde entonces como la Sociedad del Clero Combatiente de Teherán (YRM por sus siglas en persa). Fue formada en 1977 principalmente por los clérigos chiitas más prominentes de la época que habían sido reclutados por el mismo Ayatollah Jomeini, se convirtieron en la asociación más antigua leal a este. 
Entre sus miembros fundadores se encuentra el actual Líder Supremo Ali Jamenei, el expresidente Akbar Hashemí Rafsanyaní, Morteza Motahahari, Mohammad Beheshti, Mohammad Yavad Bahonar, por mencionar algunos de sus miembros más sobresalientes. Entre 1978 y 1979 destacaron por su actividad política organizando marchas, mítines, consignas y conferencias cargadas de una fuerte crítica contra el poder monárquico. 
En febrero de 1979 con el triunfo de la Revolución y la fundación de la República Islámica de Irán por el, desde entonces, Líder Supremo, Ayatollah Ruhollah Jomeini, la YRM se consolidó como una fuerza política imprescindible de la naciente República. Los miembros de la YRM redactaron su primer estatuto y establecieron sus objetivos entre los que destacan: proteger la Revolución Islámica, fortalecer las instituciones de la República Islámica y supervisar los asuntos del país con propósitos de justicia social.  
Oficialmente la YRM no es un partido político, se trata de una facción política importante que estuvo bajo la influencia del Partido de la República Islámica (PRI) durante los primeros años de la República. Sin embargo, en mayo de 1987, tras la disolución del partido por mandato del Líder Supremo, la YRM logra tal preponderancia que terminó absorbiendo a los miembros del Partido de la República Islámica. Incluso, la división entre radicales y conservadores que destruyó el PRI resurgió dentro de la YRM en la misma década
Tras el fallecimiento del Ayatollah Ruhollah Jomeini en 1989 la YRM primó en la toma de decisiones del país, debido a que obtuvo las posiciones políticas más prominentes en la estructura de la República Islámica. Ali Jamenei, uno de sus fundadores destacados, fue designado como Líder Supremo, Akbar Hashemi Rafsanyani fue elegido como el cuarto presidente de la República con una capacidad de ejercicio de poder más amplia debido a la reciente enmienda a la constitución que eliminó la oficina del primer ministro. El nuevo Jefe del Poder Judicial también es miembro de la YRM, el Ayatollah Yazdi.
En poco más de una década la YRM logró consolidar su poder en las instituciones no electivas como el sistema judicial, el Consejo de Guardianes y en la Guardia Revolucionaria. En la década de 1980, la YRM influyó en la formación de casi todos los gabinetes y alcanzó el punto más alto de su poder institucional durante las Cuartas Elecciones de 1992-1996.

## Resultados Electorales

### Elecciones presidenciales
| Año  | Candidato            | 1a Vuelta  | 1a Vuelta | 2a Vuelta | 2a Vuelta | Resultado |
| Año  | Presidente           | Votos      | %         | Votos     | %         | Resultado |
| ---- | -------------------- | ---------- | --------- | --------- | --------- | --------- |
| 2017 | Ebrahim Raisi        | 15.786.449 | 38.30     |           |           | No electo |
| 2021 | Ebrahim Raisi        | 18.021.945 | 72.35     |           |           | Sí electo |
| 2024 | Mostafá Purmohammadí | 206.397    | 0.88      |           |           | No electo |

## Objetivos
Los estatutos de la sociedad plantean los siguientes objetivos:
- Organización, desarrollo y mejora del clero chiita.
- Fortalecimiento de las bases de la revolución islámica, defensa de sus logros en todos los aspectos y fortalecimiento de la forma estatal (nezâm) de la república islámica.
- Defensa del pensamiento cultural y político del imam Jomeini y del principio progresista de la tutela del alfaquí (velâyat-e faqih) en todos los aspectos.
- Cultivo de las virtudes morales en la sociedad islámica.
- Orientación de los distintos sectores del pueblo y de los grupos activos en la política y la sociedad, mediante la fijación de los deberes religiosos.
- Supervisión de la gestión de los responsables estatales y crítica constructiva orientada por el cumplimiento del principio del consejo de los imanes de los musulmanes.
- Relación con el clero de las demás escuelas islámicas y colaboración con todos los centros islámicos para el cumplimiento de los objetivos de la religión.
- Cooperación positiva y constructiva con las religiones divinas con el fin de reducir los dolores del mundo y realizar la paz.

## Actividades y alianzas
Según la YRM, el Líder Supremo es un representante de Dios por lo que su designación no debe ser aprobada por el pueblo, no obstante en la práctica la Asamblea de Expertos tiene la facultad de elegir al nuevo Líder. La Sociedad del Clero Combatiente apoya el libre mercado y, por tanto, defiende la independencia del mercado con respecto al Estado. En el ámbito cultural afirma los valores islámicos tradicionales y exige la supervisión del Estado en la vida pública y privada de la sociedad, así como también respalda la censura de las artes y medios de comunicación. 
La YRM, principal impulsor del conservadurismo, ha dado su pleno apoyo al actual Líder Supremo Ali Jamenei, y a lo largo de los años ha consolidado acuerdos corporativistas con varias asociaciones vinculadas a diferentes profesiones, como el grupo Bazaari Motalefeh, la Asociación Islámicas de Ingenieros, Médicos y otros sectores de cuello blanco.
A partir de las elecciones parlamentarias de 2004 el Líder Supremo Ali Jamenei respaldado por la YRM defendió el objetivo de invadir al poder ejecutivo, al poder legislativo y la judicatura.

## Disrupciones
La Sociedad de Clérigos Combatientes es sin duda una facción política substancial en la República Islámica de Irán, sin embargo no es la única puesto que a su lado milita el ala izquierda representada por la Congregación de Clérigos Militantes (Majma-ye Rowhaniun-e Mobarez, MRM por sus siglas en persa). Cabe destacar que ninguna de estas congregaciones representa exclusivamente a la derecha o la izquierda en el país, ya que existen diversidad de partidos y organizaciones políticas. No obstante estas dos ramas han logrado mayor preponderancia en las contiendas electores en los últimos años.
La división entre ambas facciones resulta del fin de la guerra Irán-Irak (1980-1988), los proyectos de reconstrucción del país (1989-1997), las nuevas perspectivas económicas en torno a la privatización (1997-2009) y los modelos de crecimiento económico, entre otros factores. 
Es posible destacar al menos cuatro grandes disrupciones al interior de la YRM desde su fundación:
·        1980 Con motivo de las elecciones presidenciales, Abolhasan Bani-Sadr se convierte en el primer presidente de la República Islámica en el período 1980-1981 cuando fue destituido por el Majlis (Parlamento) debido a que presuntamente Bani-Sadr actuaba en contra los clérigos en el poder. Con motivo de esta batalla política, Jomeini prohíbe los partidos políticos con excepción del Partido de la República islámica. Mientras la mayoría de los miembros de la YRM habían apoyado a Abolhasan Bani-Sadr, sólo una minoría respaldó la candidatura del que se convertiría en el primer vicepresidente de Irán en los años posteriores, Hasan Habibi.
·        1987 Desacuerdos por las políticas económicas del primer ministro Hussein Mousavi, la creciente interferencia del Estado en el mercado y los límites de la autoridad del Líder Supremo. Estas diferencias desembocaron en la bifurcación de la YRM; el ala izquierda se separa para formar la Congregación de Clérigos Militantes (Majma-ye Rowhaniun-e Mobarez, MRM). El expresidente Mohammad Jatamí fundó la MRM en 1988, fue reconocida casi de inmediato por el Ayatollah Jomeini y obtuvo la mayoría de los escaños en las elecciones parlamentarias de aquel año. Esta ala izquierda que estará a la vanguardia del movimiento reformista a partir de 1997, apoyó los programas de bienestar del primer ministro Hussein Mousavi (1981-1989) quien se consolidó como político reformista en los próximos años. Sus líderes ocasionalmente cuestionan la autoridad del Vali-ye faqih (Líder Supremo) y defienden los elementos republicanos del sistema estatal.
·        1995 Derivado del reposicionamiento de la YRM tras las elecciones parlamentarias de 1992, el presidente del Maylis, Nateq-Nuri, dirigió a este en oposición de las reformas económicas del presidente Hashemi Rafsanyani que favorecían el desarrollo industrial, y en cambio respaldó medidas comerciales tradicionales que beneficiaban las relaciones económicas con el Bazar, una alianza tradicional e indispensable para la YRM. La tensión continuó hasta las elecciones de 1997 cuando Hashemi Rafsanyani apoyó al candidato de la oposición Muhammad Jatamí quien obtuvo una victoria aplastante. La YRM se convirtió en crítica de la MRM y de Jatamí y sus políticas liberalizadoras.
·        2009 Algunos miembros de la YRM apoyaron la reelección del presidente Mahmud Ahmadineyad mientras que otros militantes guardaron silencio o implícitamente apoyaron al candidato de la MRM Mir-Hosein Musaví. El Comité de la YRM permaneció dividido y en silencio durante las elecciones y las protestas de la clase media urbana conocidas como el Movimiento Verde de 2009.